# 刁窝镇
刁窝镇，是中华人民共和国河北省保定市涿州市下辖的一个乡镇级行政单位。
2016年6月21日，河北省民政厅批复同意撤销刁窝乡，设立刁窝镇，镇人民政府驻刁窝村涿廊路33号。

## 行政区划
刁窝镇下辖以下地区：
东张村、刁窝一村、刁窝二村、刁窝三村、刁窝四村、徐里营第一村、徐里营第二村、徐里营第三村、南尧村、塔照村、东冯村、北茨村、佟村、小柳村、大柳村、潘各庄村、白塔村、东找子营村、泗平庄村、东太平庄村、满子营村、小义和庄村、小豹子庄村、望海庄村、河西务村、东辛庄村、西茨村、小营村、万全庄村和北务村。